# 루빈 (마이크로아키텍처)
루빈(Rubin)은 2024년 타이페이 컴퓨텍스에서 젠슨 황 CEO에 의해 발표된 GPU를 위한 마이크로아키텍처이다. 이 이름은 천체물리학자 베라 루빈의 이름을 따서 명명되었으며, 루빈이라는 이름의 GPU와 베라라는 이름의 CPU로 구성될 예정이다. 이 칩은 TSMC에서 3 nm 공정을 사용하여 제조될 예정이며, HBM4 메모리를 사용할 예정이다. 2025년 말에 양산이 예정되어 있으며, 2026년 초에 구매할 수 있다. 엔비디아는 자사의 블랙웰 GPU를 사용하여 베라와 루빈, 그리고 루빈의 후속작인 파인만의 설계를 가속화하고 있다.

## 루빈 울트라
엔비디아 GTC 2025에서 루빈에 이어 2027년에 개선된 루빈 울트라 아키텍처가 출시될 것이라고 발표되었다. 이는 루빈 코어 두 개를 함께 연결한 것과 같을 것이다.

## 성능
루빈은 블랙웰의 20페타플롭스에서 증가한 FP4 (4비트 부동소수점 연산, 종종 AI에 사용됨)에서 50페타플롭스의 성능을 가질 것으로 명시되었으며, 루빈 울트라는 100페타플롭스로 루빈의 성능을 두 배로 높일 것이다.